# Harry Porter
Harry Franklin Porter (Bridgeport, 31 agosto 1882 – 27 giugno 1965) è stato un altista statunitense.
Membro della squadra di atletica della Cornell University fu secondo ai campionati di college del 1905. Terminati gli studi si unì all'Irish American Athletic Club con il quale divenne campione nazionale nel 1908 qualificandosi per partecipare ai Giochi olimpici in programma a Londra nello stesso anno e dove vinse la medaglia d'oro (1,90 m).
Nel 1909 fece la miglior prestazione annuale (1,93) e nel 1911 vinse nuovamente i campionati nazionali statunitensi.